# Девід Ірвінг

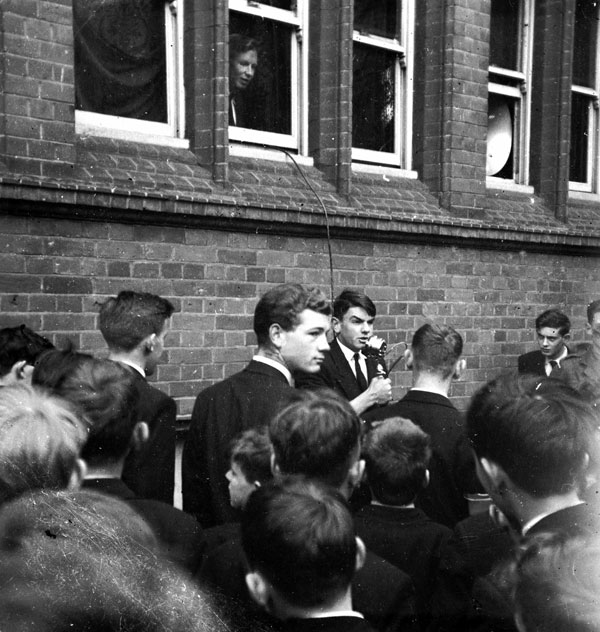
Девід Ірвінг виступає з промовою як кандидат партії лейбористів (партії трудящих) під час несправжніх виборів в Бнендвудській школі, Велика Британія, травень 1955

Девід Ірвінг (нар. 24 березня 1938) — англійський письменник, історик та журналіст. Автор численних книг про історію Другої світової війни. Заперечує Голокост.
Ірвингу забороняли в'їзд в Німеччину, Австрію, Канаду, Австралію та Нову Зеландію. 20 лютого 2006 року австрійський суд засудив його до 3 років тюремного ув'язнення за заперечення Голокосту. Обвинувачення Девіда Ірвінга було побудоване на  сказане ним у Відні, 17 років тому, в 1989 році, на лекції для приватної організації: «Чи не час відмовитися від цієї казки про газові камери?... Дуже ймовірно, що в Німеччині ніколи не був виданий наказ про централізоване знищення євреїв».

## Погляди
У 1980-х роках у своїх книгах Девід Ірвінг писав, що масштаби знищення євреїв нацистами під час Другої світової війни перебільшено. Він також стверджував, що Адольф Гітлер нічого не знав про Голокост.
У 1989 році під час своєї лекції в Австрії він відкинув факт існування газових камер в Освенцімі.
Ще Ірвінг заявляв, що так звану «кришталеву ніч» 9 листопада 1938 року, що стала початком винищення євреїв у Німеччині, ініціювали не нацисти, а Гітлер насправді захищав євреїв.
Уже під час судового процесу Девід Ірвінг заявив, що його слова про заперечення Голокосту ґрунтувалися на даних, які він мав на той час. Але 1991 року він прочитав особисті папери Адольфа Гітлера і вже не заявляв нічого такого.
Девіда Ірвінга заарештували в листопаді 2005 року, коли він прибув до Австрії, щоб виступити з лекцією в студентському клубі. Відтоді його тримали під арештом у Відні.
20 лютого 2006 австрійський суд засудив Девіда Ірвінга до 3 років ув'язнення за заперечення Голокосту.

## Позов до Дебори Ліпштадт
У 1993 році американський історик Дебора Ліпштадт опублікувала книгу «Denying the Holocaust: The Growing Assault on Truth and Memory» , присвячену ревізіоністам Голокосту та їх аргументації, зокрема Девіду Ірвінгу.
Спочатку єдиною реакцією Ірвінга на вихід книги була поява на одному з виступів Ліпштадт в Атланті, де він повторив своє давню обіцянку видати 1000 доларів кожному, хто доведе історичну достовірність «остаточного вирішення єврейського питання».
У 1996 році Ірвінг подав позов до британського суду на Дебору Ліпштадт та видавництво Пінгвін Букс, із звинуваченням в наклепі і нанесенні збитку своєї наукової та ділової репутації. Ірвінг підкреслював, що виступає не проти права своїх супротивників мати власну думку і піддавати нападкам чуже, а проти наклепів і звинувачень у неонацизму .

### Судова експертиза
Відповідачі запросили як експерта британського історика Річарда Еванса, що спеціалізувався на історії Третього рейху. Він дослідив книги, публікації та виступи Ірвінга, щоб з'ясувати, чи було заперечення Голокосту наслідком навмисних маніпуляцій, викликаних політичними інтересами і переконаннями Ірвінга. Еванс виявив у роботах Ірвінга ряд випадків, в яких він використовував фальшиві документи, ігнорував документальні докази, вибірково цитував джерела, вириваючи фрази з контексту.
Зокрема, Ірвінг сильно перебільшив кількість загиблих від союзних бомбардувань Дрездена і применшив число загиблих від Голокосту. При цьому він постійно використовував некоректні порівняння між цими бомбардуваннями та Голокостом, використовуючи як справжні документи, так і такі про які було достовірно відомо, що вони підроблені.
Ірвінг стверджував, що Гітлер нічого не знав про Голокост. Еванс довів, що це не відповідає дійсності, і що Ірвінг ігнорував десятки достовірних джерел. Еванс також виявив, що некоректна методика за допомогою якої Ірвінг проводив інтерв'ю, дозволяла отримувати свідоцтво, що підтверджує позицію Ірвінга.
Ірвінг відкидав достовірність історичних документів, які спростовували його позицію навіть тоді, коли ніяких підстав сумніватися в них не було. Зокрема, він неодноразово стверджував, що щоденник Анни Франк є підробкою, навіть після судової експертизи, яка підтвердила автентичність документа.
Ірвінг стверджував, що будь-яких газових камер, створених для знищення євреїв та інших в'язнів нацизму ніколи не існувало. Еванс довів, що це невірно, і продемонстрував, яким чином Ірвінг прийшов до цього висновку. Ірвінг спирався, зокрема, на щоденники Геббельса без урахування контексту. Зокрема, він по черзі використовував оригінал та переклад на англійську таким чином, щоб будучи вирваними з контексту, цитати підтверджували його позицію.
Крім того, Еванс виявив зв'язки між Ірвінгом і відомими антисемітськими організаціями. Їм були виявлені численні приклади прямих расистських і антисемітських заяв Ірвінга.
На процесі виступили також ряд інших експертів:
- Петер Лонгер — професор, викладач німецького відділення в коледжі Голловей Лондонського університету, фахівець з нацизму та історії Третього рейху. Він дав свідчення про існування спеціальної політики винищення європейського єврейства нацистами і про роль Гітлера в переслідуванні євреїв.
- Роберт Ян ван Пельтен — професор архітектури в школі архітектури в університеті Ватерлоо (Канада). Він представив суду висновок про будівництво і використання Аушвіца саме як табора смерті.
- Крістофер Браунінг — американський професор історії Тихоокеанського лютеранського університету (Такома, штат Вашингтон). Дав свідчення про методи «остаточного вирішення єврейського питання», в тому числі про розстріли євреїв на Сході і задушенні їх газом у таборах смерті (крім Аушвіца).
- Гайт Функе — професор політичних наук в Вільному університеті Берліна. Представив висновок про зв'язки Ірвінга з правими та неонацистами, в тому числі й у Німеччині.

Висновки Річарда Еванса та інших експертів дозволили захисту виграти процес. Згодом Еванс написав книгу про цю справу під назвою «Брехня про Гітлера: Історія, Голокост і суд над Девідом Ірвінгом» (англ. Lying About Hitler: History, Holocaust, and the David Irving Trial).

### Рішення суду
11 квітня 2000 року суд оголосив 333-сторінковий вердикт. Претензії Ірвінга були відкинуті, він отримав вимогу сплатити 3 млн фунтів як компенсацію судових витрат. Суд встановив, що Ірвінг навмисно маніпулював даними і що це було викликано його антисемітизмом. У судовому рішенні Ірвінг названий антисемітом і расистом.
За підсумками процесу журналіст Д. Гуттенплан опублікував книгу, в якій виклав погляди обох сторін. Багато великих газет коментували процес і вердикт суду. Зокрема, Нью-Йорк Таймс написала:
| Цей вердикт не залишає каменя на камені від твердження, що Ірвінг - це щось більше, ніж доморощений захисник Гітлера |
Апеляція Ірвінга на рішення суду були відхилена.
21 травня 2002 року суддя постановив, що некредитоспроможність відповідача не допоможе уникнути йому відповідальності перед законом. Для оплати судових витрат Ірвінг був змушений продати свій будинок в Англії.

## Арешт та суд в Австрії
У листопаді 2005 року Ірвінг приїхав до Австрії, незважаючи на виданий судом Відня в 1989 році ордер на його арешт. Ордер був виданий на підставі закону, який передбачає кримінальну відповідальність за «заперечення, применшення масштабів, схвалення або виправдання націонал-соціалістичного геноциду та інших злочинів націонал-соціалістів проти людяності». Суд відмовився звільнити Ірвінга під заставу.
Ірвінг визнав свою провину в ході судового процесу і заявив про перегляд своїх поглядів на Голокост після 1991 року, коли він ознайомився з щоденниками нацистського військового злочинця Адольфа Ейхмана. Він заявив, що «нацисти дійсно вбили мільйони євреїв».
Однак це не справило враження на суд, а прокурор зазначив, що Ірвінг і після 1991 року продовжував заперечувати існування газових камер. 20 лютого 2006 року Ірвінг був засуджений до трьох років тюремного ув'язнення.
Після цього багато громадських діячів, включаючи опонентів Ірвінга, заявили, що висновок у в'язницю — поганий метод для утвердження історичної істини і має серйозні негативні наслідки для свободи слова.
Після 13-місячного ув'язнення суд замінив термін на умовний і депортував його з країни. У суді при розгляді апеляції Ірвінг заявив що «помилявся, коли говорив, що в Освенцімі не було газових камер». Виступаючи перед присяжними, Ірвінг додав, що «ніколи не заперечував вбивство мільйонів людей нацистами» і що він «не є фахівцем з голокосту».

### Книжки
- The Destruction of Dresden [Архівовано 25 вересня 2010 у Wayback Machine.] (1963) ISBN 0-7057-0030-5
- The Mare's Nest (1964)
- The Virus House (1967)
- The Destruction of Convoy PQ17 (1967)
- Accident — The Death of General Sikorski (1967) ISBN 0-7183-0420-9
- Breach of Security (1968) ISBN 0-7183-0101-3
- The Rise and Fall of the Luftwaffe (1973), a biography of Erhard Milch ISBN 0-316-43238-5
- Hitler's War (1977)
- The Trail of the Fox (1977), a biography of Erwin Rommel ISBN 0-525-22200-6
- The War Path (1978) ISBN 0-670-74971-0
- The War Between the Generals (1981)
- Uprising! (1981), ISBN 0-949667-91-9
- The Secret Diaries of Hitler's Doctor (1983) ISBN 0-02-558250-X
- The German Atomic Bomb: The History of Nuclear Research in Nazi Germany (1983) ISBN 0-306-80198-1
- Der Morgenthau Plan 1944-45 [Архівовано 23 вересня 2010 у Wayback Machine.] (in German only) (1986)
- War between the Generals (1986) ISBN 0-86553-069-6
- Hess, the Missing Years (1987) Macmillan, ISBN 0-333-45179-1
- Churchill's War [Архівовано 25 вересня 2010 у Wayback Machine.] (1987) ISBN 0-947117-56-3
- Destruction of Convoy PQ-17 (1968), reprint (1989) ISBN 0-312-91152-1
- Göring (1989), biography of Hermann Göring ISBN 0-688-06606-2
- Das Reich hört mit (in German only) (1989)
- Hitler's War (1991), revised edition, incorporating The War Path
- Apocalypse 1945, The Destruction of Dresden [Архівовано 25 вересня 2010 у Wayback Machine.], updated and revised edition, (1995)
- Der unbekannte Dr. Goebbels (in German only) (1995)
- Goebbels — Mastermind of the Third Reich biography of Joseph Goebbels(1996) ISBN 1-872197-13-2
- Nuremberg: The Last Battle (1996) ISBN 1-872197-16-7
- Churchill's War Volume II: Triumph in Adversity [Архівовано 25 вересня 2010 у Wayback Machine.] (1997) ISBN 1-872197-15-9
- Rommel: The Trail of the Fox, Wordsworth Military Library; Limited edition (1999) ISBN 1-84022-205-0
- Hitler's War and the War Path (2002) ISBN 1-872197-10-8

### Переклади
- The Memoirs of Field-Marshal Keitel (1965)
- The Memoirs of General Gehlen (1972)

### Монографії
- The Night the Dams Burst (1973) (англ.)
- Von Guernica bis Vietnam (in German only) (1982)
- Die deutsche Ostgrenze (in German only) (1990)
- Banged Up [Архівовано 25 лютого 2009 у Wayback Machine.] (online only) (2008)

### Збірки статей німецькою мовою
- Und Deutschlands Städte starben nicht (1963) (нім.)
- Nürnberg: Die letzte Schlacht (1979) (нім.)
- Wie krank war Hitler wirklich? (1980) (нім.)